# Federigo Giambelli
Federigo Giambelli, también Federigo Gianibelli (antes de 1584; Mantua - después de 1600; probablemente en Londres) fue un arquitecto militar italiano de finales del siglo XVI.

## Biografía
Giambelli nació en Mantua a mediados del siglo XVI. Cuando se volvió mayor, él se desempeñó como arquitecto de guerra en Italia y luego ofreció sus servicios al rey Felipe II de España. Cuando sus expectativas profesionales se vieron frustradas allí, él se instaló en Amberes como físico y mecánico consiguiendo allí considerable reputación.
Cuando Alejandro Farnesio, el futuro duque de Parma, comenzó el asedio de Amberes en 1584, el plan de Giambelli de aprovisionar la ciudad fue descartado. Sin embargo se aprobó su plan de volar el puente de barcos construido por el duque de Parma sobre el Escalda en 1585 con barcos equipados con una máquina infernal cada uno. Esos barcos solo lograron su propósito de forma parcial, ya que solo uno de sus barcos equipados con una máquina infernal alcanzó y destruyó parcialmente el puente durante la noche del 4 al 5 de abril. El efecto moral, sin embargo, fue grande. Alrededor de 1.000 soldados españoles murieron en esa explosión. 
Los brulotes, que él mejoró significativamente con esta nueva arma, introdujeron una nueva cualidad respecto a las capacidades de esta arma. Si bien anteriormente era todavía posible abordar estos barcos o derribar sus mástiles a corta distancia, esto ya no era posible con sus barcos. Las constantes explosiones y la lluvia torrencial de hierro impedían cualquier acercamiento a estos barcos. Se les llamó por ello brulotes infernales. Se utilizó esta arma hasta el siglo XX y Giambelli se convirtió desde que lo creó en un hombre conocido y temido en toda Europa hasta el final de sus días.
Cuando Amberes capituló el 17 de agosto de 1585, Giambelli se fue a Inglaterra, donde trabajó para la reina Isabel I. Como tal fortificó hasta 1588 la costa de Greenwich y algunos otros puntos. Contra la Armada Invencible equipó ocho brulotes, que fueron lanzados en la noche del 7 al 8 de agosto de 1588 contra ella frente a Dunkerque. Cuando los vieron los españoles, ellos gritaron desesperados: ¡Fuego de Amberes! y huyeron a toda prisa. De esa manera contribuyeron a la derrota de la armada española contra los ingleses.
Después continuó trabajando para la reina de Inglaterra hasta principios del siglo XVII. Se desconoce el posterior destino de Giambelli. Probablemente murió en Londres. Sin embargo, según otras fuentes, se dice que murió en una pelea en Amberes.